# Stanisław Wołodko

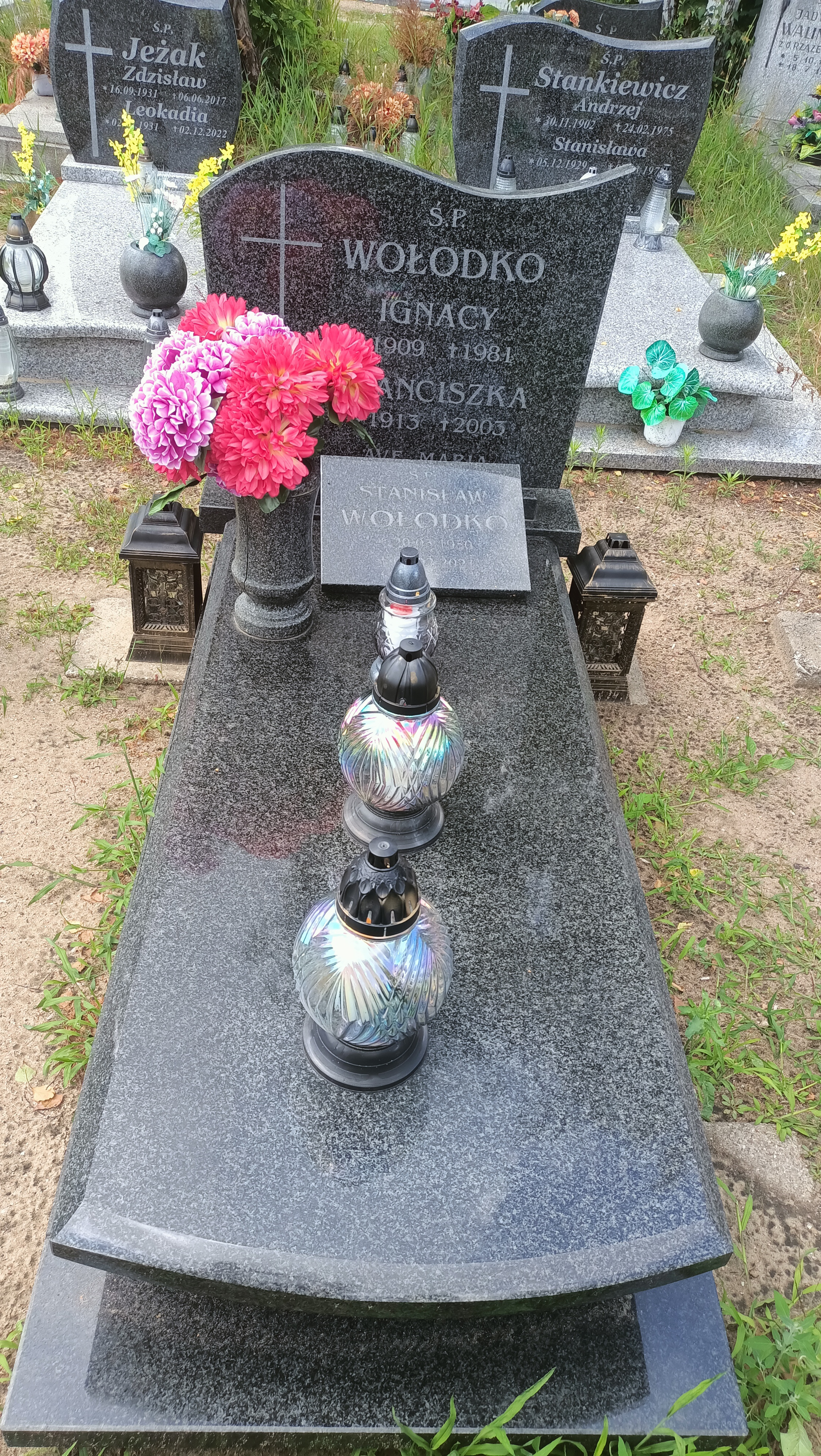
Grób Stanisława Wołodko na cmentarzu Nowofarnym w Bydgoszczy

Stanisław Wołodko (ur. 20 marca 1950 w Wilnie, zm. 4 lutego 2021) – polski lekkoatleta, który specjalizował się w rzucie dyskiem.

## Kariera
W 1976 brał udział w igrzyskach olimpijskich – z wynikiem 59,42 zajął ostatecznie 18. miejsce w eliminacjach i nie awansował do finału. Bez powodzenia startował także w mistrzostwach Europy (1974). Uczestnik spartakiady armii zaprzyjaźnionych (Hawana 1977) oraz srebrny medalista mistrzostw armii zaprzyjaźnionych (Poczdam 1979). Jedenastokrotny medalista mistrzostw Polski – w kolekcji ma 4 złota, 5 sreber i 2 brązy. Podczas swojej kariery aż 32. razy bronił barw narodowych w meczach międzypaństwowych (w latach 1972–1983). Był zawodnikiem bydgoskiego Zawiszy oraz Warszawianki.

## Rekordy życiowe
Jego rekord życiowy wynosi: 64,80 m (3 września 1978, Bydgoszcz). Rezultat ten – do 1985 – był rekordem Polski. Obecnie jest on 6. wynikiem w historii polskiej lekkoatletyki.